# Blood Money (álbum de Tom Waits)
Blood Money es el decimocuarto álbum de estudio del músico estadounidense Tom Waits, publicado en 2002 por el sello ANTI-.
El álbum contiene canciones compuestas para la obra teatral Woyzeck, basada en la obra homónima de Georg Büchner. La adaptación teatral fue dirigida por Robert Wilson, quien ya había trabajado con Waits en dos obras anteriores: The Black Rider y Alice, publicadas también como trabajos discográficos de Waits. Alice fue publicada de forma simultánea a Blood Money en 2002.
La canción "God's Away on Business" fue incluida en el largometraje de 2005 Enron, los tipos que estafaron a América. "All the World is Green" se incluyó en la película de 2005 La vida secreta de las palabras de la directora Isabel Coixet
Blood Money fue situado en el puesto 18 de la lista de los 30 mejores discos de 2002 por la web Metacritic.

## Lista de canciones
Todos los temas compuestos por Tom Waits y Kathleen Brennan.
1. "Misery Is the River of the World" – 4:25
2. "Everything Goes to Hell" – 3:45
3. "Coney Island Baby" – 4:02
4. "All the World Is Green" – 4:36
5. "God's Away on Business" – 2:59
6. "Another Man's Vine" – 2:28
7. "Knife Chase" – 2:26 (Instrumental)
8. "Lullaby" – 2:09
9. "Starving in the Belly of a Whale" – 3:41
10. "The Part You Throw Away" – 4:22
11. "Woe" – 1:20
12. "Calliope" – 1:59 (Instrumental)
13. "A Good Man Is Hard to Find" – 3:57

## Personal
- Ara Anderson: trompeta
- Myles Boisen: guitarra
- Andrew Borger: marimba
- Matt Brubeck: Chelo y bajo
- Bent Clausen: bombo y marimba
- Stewart Copeland: batería
- Joe Gore: guitarra eléctrica
- Dawn Harms: violín y violinofón
- Charlie Musselwhite: armónica
- Nik Phelps: trompeta y tuba
- Dan Plonsey: clarinete
- Bebe Risenfors: clarinete bajo, acordeón, saxofón y clarinete
- Gino Robair: bongos, tom de piso, timbal de concierto, gong, campanas y marimba
- Matthew Sperry: bajo
- Colin Stetson: clarinete, clarinete bajo, saxofón alto, saxofón tenor, saxofón barítono y bombardino barítono
- Larry Taylor: bajo, guitarra acústica y guitarra eléctrica
- Casey Waits: batería
- Tom Waits: voz, piano, guitarra acústica, calíope, chamberlin, guitarra eléctrica, piano de juguete y pump organ

## Listas de éxitos
| Lista              | Posición |
| ------------------ | -------- |
| Australia          | 25       |
| Austria            | 5        |
| Bélgica            | 8        |
| Bélgica (Wallonia) | 33       |
| Dinamarca          | 2        |
| Suiza              | 25       |
| Reino Unido        | 21       |
| Estados Unidos     | 32       |